# La fine di un mistero
La fine di un mistero (La luz prodigiosa) è un film del 2003 diretto da Miguel Hermoso.
Premiato al Festival cinematografico internazionale di Mosca, è l'ultima pellicola cinematografica interpretata da Nino Manfredi.

## Trama
Nel 1936, durante la Guerra civile spagnola, un pastorello salva dalla morte uno sconosciuto privo di memoria, che viene successivamente ricoverato per quarant'anni in un manicomio. Alla fine, grazie ad alcune ricerche, si scopre finalmente la sua identità: quella del poeta Federico García Lorca, qui miracolosamente sopravvissuto alla fucilazione ad opera dei franchisti.

## Riconoscimenti
- 2003 - Festival di Mosca
  - San Giorgio d'oro